# Jean-Jacques Dubois
Pour les articles homonymes, voir Dubois (patronyme).
Jean-Jacques Dubois, né le 18 avril 1951 à Bagnolet, est un footballeur français.

## Biographie
Jean-Jacques Dubois réalise l'essentiel de sa carrière sportive au Red Star Football Club, où il joue comme défenseur de 1975 à 1978, date du dépôt de bilan du club, puis de 1980 à 1987. Entre-temps, il porte seulement les couleurs du Melun FC.
Tireur de pénalty attitré pendant la saison 1982-1983, qui marque le retour du club en Division 2, il inscrit cette saison-là six buts.
Il est l'entraîneur des Lusitanos de Saint-Maur dans les années 1990,.

## Statistiques
Dubois compte 195 matchs et 12 buts en Division 2 du championnat de France.
| Saison                | Club                  | Championnat           | Championnat | Championnat | Coupe(s) nationale(s) | Coupe(s) nationale(s) | Total | Total |
| Saison                | Club                  | Division              | M.          | B.          | M.                    | B.                    | M.    | B.    |
| 1975-1976             | Red Star FC           | D2                    | 15          | 1           | 2                     | 1                     | 17    | 2     |
| 1976-1977             | Red Star FC           | D2                    | 26          | 1           | -                     | -                     | 26    | 1     |
| 1977-1978             | Red Star FC           | D2                    | 27          | 0           | 3                     | 0                     | 30    | 0     |
| 1978-1979             | US Melun              | D2                    | 23          | 1           | -                     | -                     | 23    | 1     |
| 1979-1980             | Perpignan             | D3                    | 22          | -           | -                     | -                     | 22    | 0     |
| 1980-1981             | AS Red Star           | D4                    | 24          | -           | -                     | -                     | 24    | 0     |
| 1981-1982             | AS Red Star           | D3                    | 28          | -           | 1                     | 0                     | 29    | 0     |
| 1982-1983             | AS Red Star           | D2                    | 29          | 6           | 1                     | 0                     | 30    | 6     |
| 1983-1984             | AS Red Star           | D2                    | 29          | 1           | 1                     | 0                     | 30    | 1     |
| 1984-1985             | Red Star 93           | D2                    | 28          | 1           | 3                     | 0                     | 31    | 1     |
| 1985-1986             | Red Star 93           | D2                    | 24          | 0           | -                     | -                     | 24    | 0     |
| 1986-1987             | Red Star 93           | D2                    | 7           | 0           | -                     | -                     | 7     | 0     |
| Total sur la carrière | Total sur la carrière | Total sur la carrière | 282         | 11          | 11                    | 1                     | 293   | 12    |